# 7931 Kristianpedersen
7931 Kristianpedersen eller 1988 EB1 är en asteroid i huvudbältet som upptäcktes den 13 mars 1988 av den danska astronomen Poul Jensen vid Brorfelde-observatoriet. Den är uppkallad efter den danske astrofysikern Kristian Pedersen.
Asteroiden har en diameter på ungefär 4 kilometer och den tillhör asteroidgruppen Nysa.